# Thecostele alata
Thecostele alata là một loài thực vật có hoa trong họ Lan. Loài này được (Roxb.) E.C.Parish & Rchb.f. miêu tả khoa học đầu tiên năm 1874.

## Hình ảnh

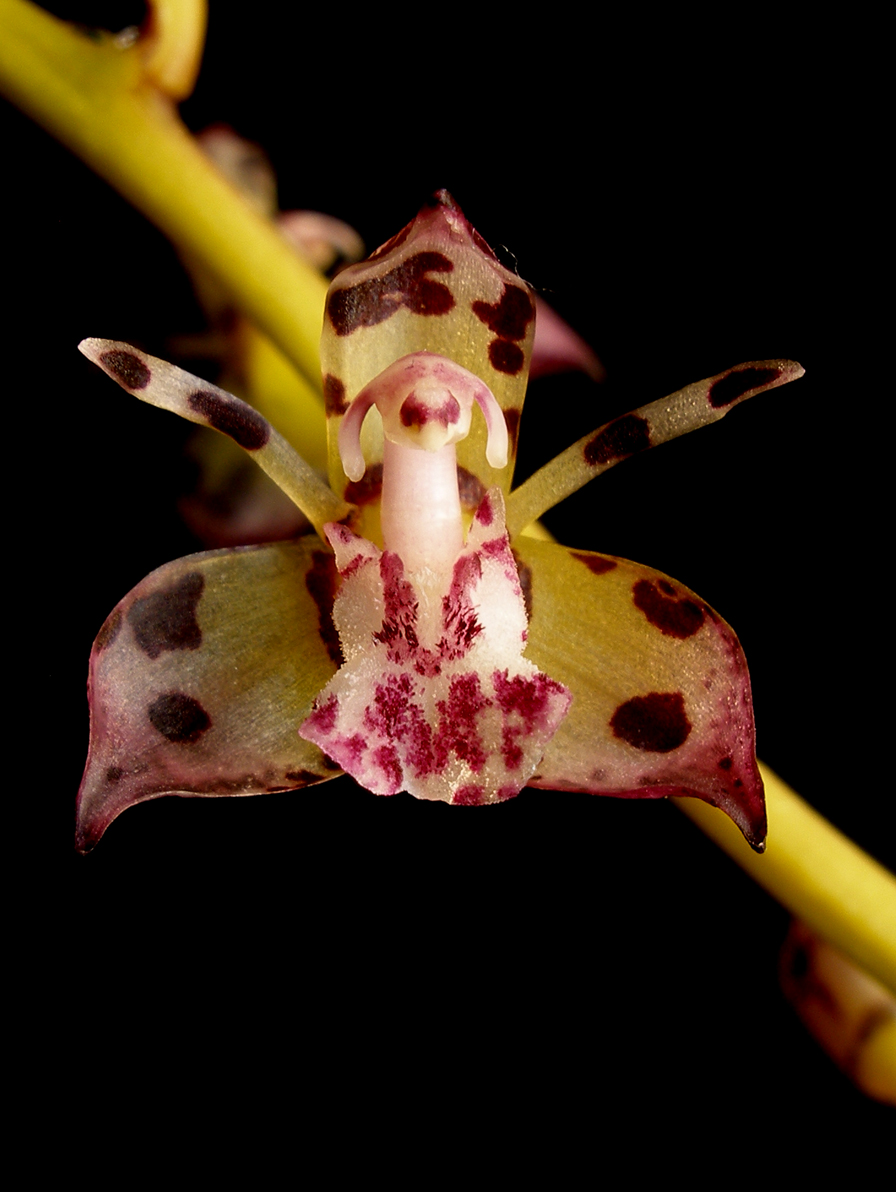